# Костёл и монастырь бернардинцев (Львов)
Костёл св. Андрея и монастырь бернардинцев — памятник истории и архитектуры во Львове (Украина), находится на площади Соборной, 1-3). Ныне здания монастыря принадлежат Львовскому государственному историческому архиву, здание костёла использует украинская грекокатолическая церковь (УГКЦ).

## Оборонный монастырь

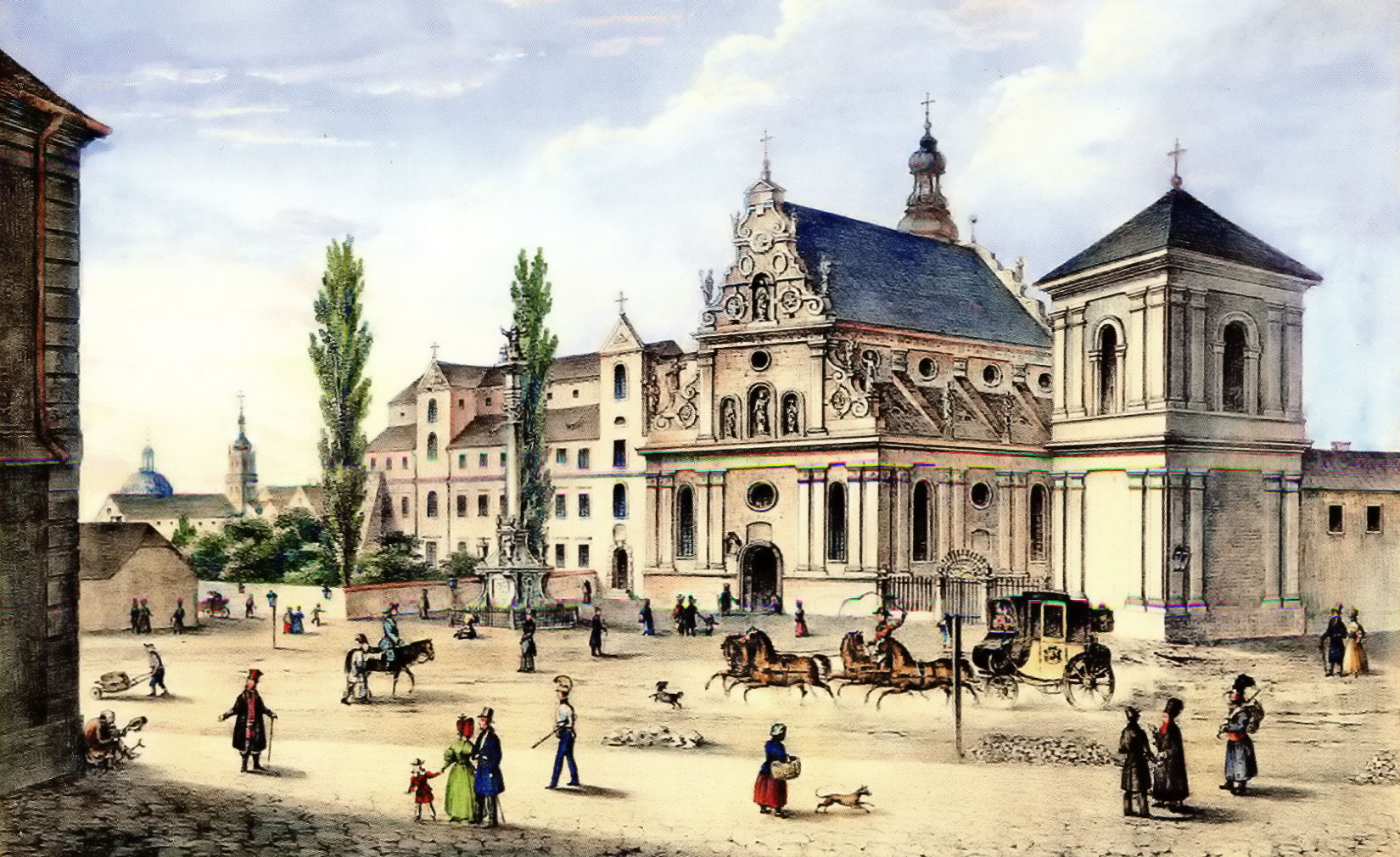
Костёл и монастырь бернардинцев, XIX век

Главное сооружение бернардинского монастыря занимает треугольный участок, основанием которого был городской вал между Галицкими воротами и Королевским бастионом, а вершиной — мощный бастион, называвшийся Бернардинским. Монастырь был самостоятельным укреплённым пунктом, окружённым, рвом и валом, которые были увязаны с кольцом городских стен.
Деревянные сооружения монастыря XV в., который неоднократно горел и восстанавливался, на протяжении XVII—XVIII веках были заменены каменными. В 1600—1630 годах был построен костёл Святого Андрея, одновременно рядом с ним возводилось здание келий. Монастырь окружили мощными каменными стенами с бойницами и башней с Глинянскими воротами. К ним примыкают хозяйственные постройки — кузница, конюшня и другие. К оборонной стене пристроили башню-колокольню.
На площади перед костёлом находится декоративная колонна, на которой ранее была статуя святого Яна из Дуклы — покровителя Львова, к югу от костёла — ротонда над колодцем. Памятник неоднократно реставрировался, последние работы велись в 1960—1970 гг. Это один из лучших львовских ансамблей XVII—XVIII вв., сочетающий черты архитектуры ренессанса с приходящим к нему на смену маньеризмом.
Под стенами монастыря со стороны улицы Валовой в 2000-х годах возник так называемый «Бернарденгарден» — сад бернардинцев. В нём, и на территории улицы, «Музей Идей» и другие организации проводят творческие акции. Самыми известными мероприятиями являются летний "Кинолев «и зимне-весенне-осенний»Львов — столица ремесел". Сам «Музей идей» поселился в части подвалов монастыря, где теперь проводит различные выставки и презентации.
В 27 декабря 2007 года, в помещении одной из келий найдены фрески ориентировочно конца XVII — начала XVIII веков. По заключению специалистов, фрески имеют иконографическую и историческую ценность. Сама келья является единственной известной на территории Западной Украины кельей с росписью . В январе 2008 года начались подготовительные работы по восстановлению фрески. Предусматривают несколько этапов работ-расчистку, реставрацию, консервирование и тогда аж экспонирование росписи.
В 2012 году проведен международный конкурс проектов реконструкции подворья монастыря. На рассмотрение жюри поступило 160 проектов. Победу одержал проект венгерских архитекторов Петера Сабо, Евы Дери-Папп, Андраша Газдага, Тамаша Карачоного. В течение 3-х недель проекты экспонировались на площади Рынок, 10.

### Архив
1784 год Австрийская власть основала в кельях монастыря «архив Гродских и земских актов города Львова». Архив содержит документы периода Галицко-Волынского княжества, фонды центральных учреждений и организаций старопольской периода (XIV–XVII ст.), австро-венгерского (1772–1918) и русского (1914–1915) господство в Галичине, Украинской Народной Республики и Западноукраинской Народной Республики (1917–1918), Польши межвоенного периода (1918–1939), а также небольшие группы документов советского периода (1939-1941) и немецкой оккупации (1941-1944).
Древнейшие документы архива представлены коллекцией пергаментных грамот 1176–1800 лет. Среди этих пергаментных документов-межгосударственные соглашения (в частности, Брестская уния 1596 года), папские буллы, привилегии королевский, князев, воевод и старост, которые были предоставлены городам, селам, церквам, костелам, монастырям, синагогам и цехам, а также другие сделки. В коллекции находятся и грамоты, касающиеся Франции, Италии, Молдовы, Валахии, Германии, Венгрии и других государств-всего тринадцатью языками.
Современный Центральный Государственный исторический архив во Львове является одним из крупнейших архивов Центрально-Восточной Европы и крупнейшим в Украине

## Костёл Святого Андрея и колокольня

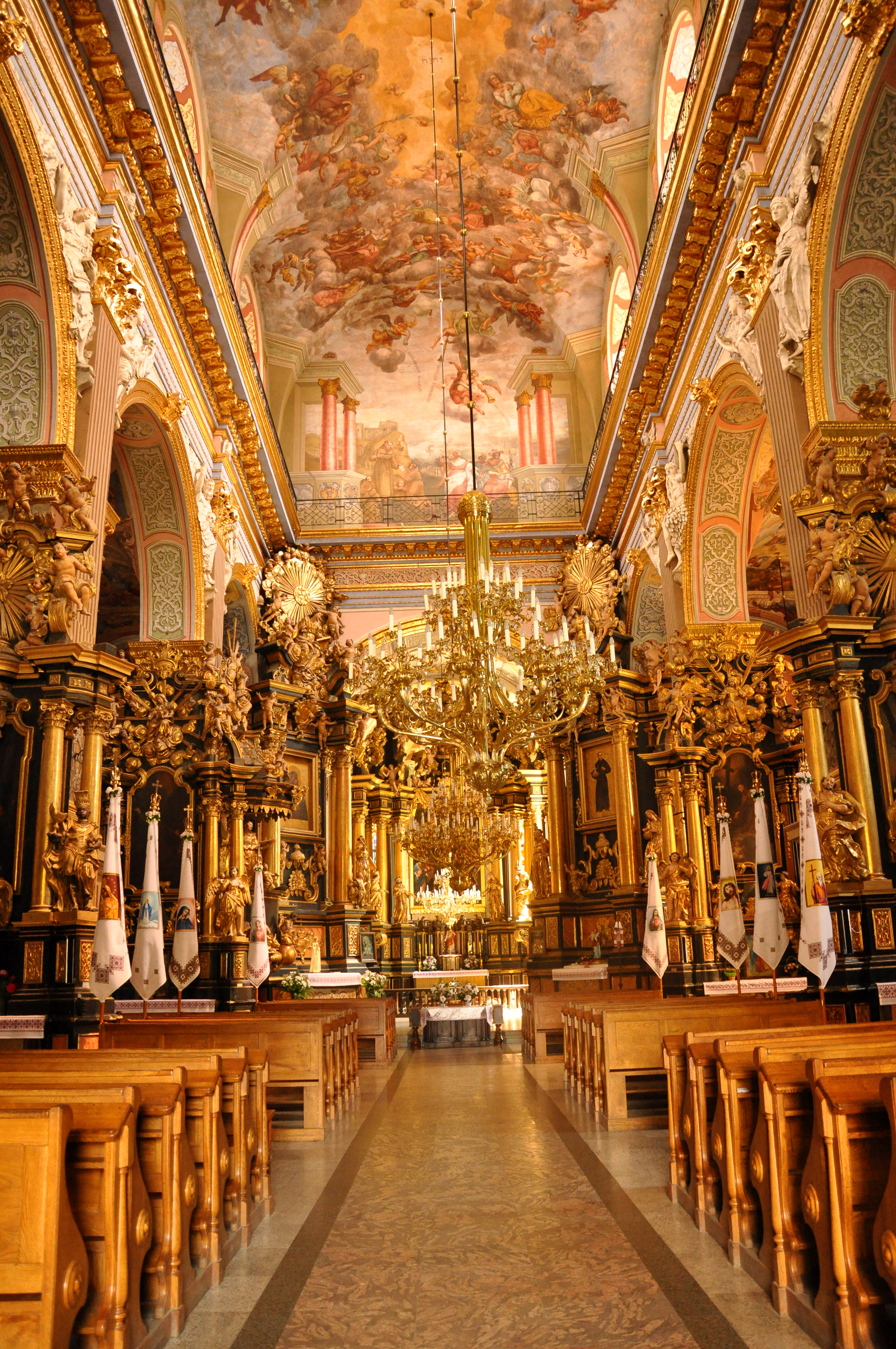
Интерьер собора

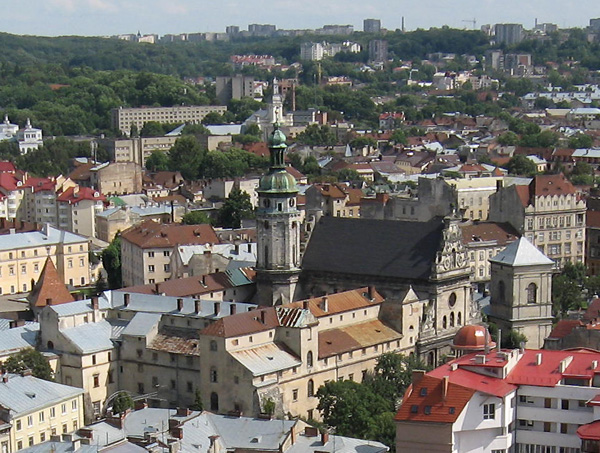
Вид на Бернардинский костёл и монастырь

Бернардинский костёл начали возводить в 1600 г., в основном закончили к 1620 г., но отделочные работы продолжались до 1630 г. Хроники называют автором замысла монаха Б. Авелида, а строителями — Павел Римлянин и Амброзий Благосклонный. Завершал строительство А. Бемер из Вроцлава. Он возвёл башню, примыкающую к северо-восточному углу здания, и выполнил завершение фасадов. Костёл возведён из тёсаного камня в виде трёхнефной базилики с вытянутым хором с гранёной апсидой. Нижний ярус фасада решён в традициях ренессанса. Членение главного фасада чётко выявляет трёхнефную композицию храма. В тех же строгих чётких формах, присущих творческому почерку П. Римлянина, выдержаны боковые стены и апсида. С ними резко диссонирует усложнённый щит-фронтон главного фасада, близкий немецко-фламандскому варианту маньеризма. Отделка интерьера, созданная в XVIII в., отличается декоративностью форм. Настенные росписи выполнены Б. Мазуркевичем с помощниками В. Бортницким, П. Волянским и Н. Сорочинским в 1738—1740 гг. Резные скамьи (1640—1641 гг.) резца Павла из Быдгощи не сохранились, но в начале XX в. была сделана их точная копия.
Пол храма сначала был из тесаного камня, а 1738 года заключена мрамором. Металлические двери выполнены в лучших традициях XVII века украинскими кузнецами. Костел имеет орган в 1700 труб и 32 регистра, что был создан в XVIII веке мастером Каспарини с лужицких немцев.
Церковь святого Андрея пользовалась большим уважением в шляхты. Военные походы всегда начинались богослужением в храме с освящением оружия. Так было, например, и в 1604 году, когда Лжедмитрий I начал со Львова поход на Москву. Перед этим походом Лжедмитрий и взял в храме брак с Мариной Мнишек (ещё в старой фахверковой церкви).
Колокольню, находящуюся вдоль церкви, возвели в 1734 году, однако скромность и простота этого двухэтажного, квадратного в плане сооружения с шатровым навесом, роднят её с ренессансной архитектурой. Длительное время на колокольне висел колокол, отлит во Львове в 1588 году. В 1917 году его перенесли в Музея имени Иоанна III, чем спасли от переплавки для военных нужд Австро-Венгрии в Первой мировой войне.
Использовалась для наблюдения за местностью (как-то Часовой из башни первым увидел вражеское войско и предупредил горожан. В память ход часов выставили так, что очередной час отбивался на 5 мин. скорее другие городские часы).
Первое богослужение состоялась в 1611 году — 13 декабря (или 30 ноября (дата тогдашняя) 1609 г.) в день святого Андрея. Благодаря этому храм и получил свое название.
На фасаде можно увидеть статуи святых Ордена бернардинцев, а в нишах второго яруса — скульптурные изображения Матери Божьей и апостолов Петра и Андрея.
Во время проведения реставрационных работ 1976–1977 годов была отреставрирована и полностью открытая стена монастыря вместе с Глинянской башней и воротами со стороны площади Мытной. «Культурные наслоения» подняли город выше и при реставрации пришлось стену откапывать, потому что нижний слой из крупных серых камней был в земле. Вдоль стены сделали канал-имитацию крепостного рва, который летом порой заполняется водой. Тогда же открыли ворота на Глинянский башни, заложенные ещё с середины XVII века. Сейчас к ним ведет одно из ответвлений подземного перехода под мытной площадью.
В 1960-х годах под оборонительной стеной бывшего монастыря, неподалёку Глинянской брамы находился часы, сделанные из цветов, показывал довольно точно, как на свою специфическое строение. В начале 2010-х годов, с внешней стороны оборонительных стен монастыря, был установлен новый «цветочный» часы, что функционирует до сих пор.
Кельи возводились одновременно с костёлом вплотную к его северной стене. Здание кирпичное, оштукатуренное, сложное в плане, с квадратным внутренним двориком, трёх и частично четырёхэтажное. Крылья укреплены контрфорсами. Внутренняя планировка коридорная, перекрытия сводчатые, крестовые. В декабре 2007 года в здании келий найдена стенопись ориентировочно рубежа XVII-XVIII веков — единственная келейная роспись на территории Украины.

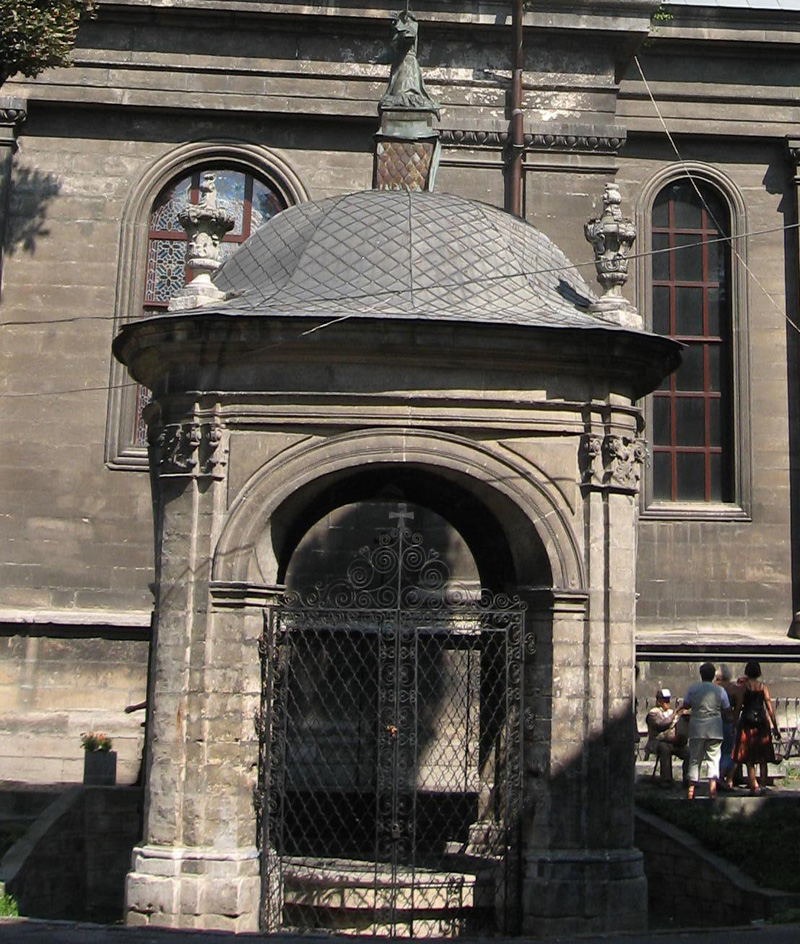
Ротонда над колодцем

Колокольня бернардинского костёла, 1733—1734 гг. пристроена к старой оборонной стене с юга от костёла.

## Ротонда
Криница сооружена 1620 года и расположенная справа от главного входа в церковь, или к югу от сооружения в целом, в глубине двора. С этим родником связано несколько легенд и преданий.
Ротонда над колодцем, воздвигнутая 1761 года, выполнена в виде открытой арочной беседки, увенчанной куполом со скульптурой. В куполе сохранилась роспись на тему чудес святого Яна из Дукли. Сама достопримечательность была реставрирована в 1970-х годах.

## Колонна
В конце XVII века в честь Яна из Дукли и в память о спасении Львова от осады войсками Б. Хмельницкого поставили деревянную колонну.
В 1736 года с помощью пожертвование кравчего коронного Михала Юзефа Жевуского была сооружена каменная колонна, сохранившаяся до наших времен. Сделал колонну Томас Гуттер или Фабиан Фесингер. Также некоторые исследователи утверждали, что она была изготовлена по проекту Михаила Северина Жевуского.
Раньше на колонне стояла скульптура святого Яна, который стоял на коленях с руками, сложенными в молитве. Поскольку скульптура пропала без вести после 1944 года, теперь колонну увенчивает декоративная ваза.
В самом храме сейчас находится часовня с надгробием (его вырезали в 1608 году) святого Яна из Дукли, а в приделе — его икона, которая появилась здесь «от высокого религиозного чувства графини Софии Фредро» — матери митрополита Андрея Шептицкого.

## Иллюминация
С 2008 года элементы фасада костёла и боковая стена начали подсвечиваться разноцветным светом — красного, синего, белого, жёлтого и зелёного цвета, что поочередно менялось. За несколько дней светился, однако "статично", уже весь фасад, включая скульптуры святых на первом уровне, Божьей Матери и апостолов Петра и Андрея на втором, а также центральный витраж. Ещё через некоторое время подсветили колодец и ротонду, колокольню и башню.

## Эпитафии, памятные таблицы, цитаты, усыпальница
На стене храма вырезан рельеф с воином, который стоит на коленях и молится. Под изображением — надпись на латинском: «Здесь лежит благородный Станислав Вижицкий, хорунжий киевский, таборовский староста, полковник святой королевского величества, когда отважный воин, ныне смрад и черви. Прожил 66 лет. Отошел года Божия 1680 5 дня месяца июня".
В интерьере (на стенах пресвитерия) храма сохранились несколько образов с историями о чудесных оздоровления благодаря молитвенном к обращению святого Иоанна (Ивана) из Дукли. Каждая из них комментирована на латинском языке:
- "Дочь светлой госпожи Балабановой, Старостины теребовельской, утонув в реке и перестав дышать, выплыла и силой молитвы ожила. 1551»;
- "Агнесса, жена Львовского гражданина, знаменитого Матея Стемберка, освобождается от эпилепсии»;
- "Сыну белзского гражданина, Матия Спунофф Георгию, который из-за горячки онемел, возвращается здоровье и дар речи";
- "Габриэль, сын вельможного Вольфганга Бернарда Вольборнетта, в течение двух лет, выздоровел. 1505»;
- "Вдова Анна, львовянка, из-за болезни имея чрезмерную челюсть и помутневший глаз, исцеляется. 1506».

Цитаты богословов (их держат в руках ангелы):
- "Кто раскаянием искупил грехи, обретет вечный удел ангельского счастья. Св. Августин в «Монологах»;
- "Но поскольку Господь терпелив, покаемся в этом и слезно просим Его прощения. Книга Иудифи 8,14»;
- "Совершайте плоды, достойные покаяния. Евангелие от Луки 3,8»;
- «Пусть вас не отпугивает от раскаяния строгость расплаты, ведь чем больше грехов, тем больше милосердия будет [на вас]. Св. Бернар»;
- «Итак покайтесь и обратитесь, чтобы загладились. Деяния апостолов 3,19»;
- "Хвалы и хвалу повторяй, ибо тончайшими засовами и несокрушимыми замками заперты ворота. Ни один враг не входит, ни один друг не выходит. Св. Бернар".

Есть памятные таблицы Станиславу Пилату, польскому поэту Корнелю Уейскому.
Были похоронены: Станислав Вижицкий сын Станислава, дед Николая, хорунжий Киевский, существовало его пышное надгробие,  Ян Фредерик Сапега.

## Легенды и интересные факты
- На протяжении 1650–1945 лет комплекс был расположен, варьируя в разных языках, на площади Бернардинской[7].
- С места, где у 1484 году похоронили святого Яна из Дукли, за год ударило источник. Это было расценено как чудо, св. Яна перезахоронили, а на месте источника выкопали колодец.
- 8 сентября 1604 года на месте захоронения святого Яна из Дукли (покровителя Львова и патрона военной шляхты) в родниковой воде освятили сабли частные княжеские и магнатские войска, которые 20 июня 1605 году захватило Москву[8].
- При строительстве в начале XVII ст. старый храм не сносили, а новый строили над ним, возводя как будто шатер[8]. Старую церковь разобрали только после того, как завершили строительство.
- 1641 года во Львове произошло необычное событие-уголовный суд обвинил в богохульстве монаха Альберта Вироземского, который, заключив с дьяволом сделку, отдал ему свою душу вместе с телом. В материалах судебного дела говорилось, что это «самый позорный человеческий поступок за всю историю города». Началось все с того, что Вироземский, намереваясь стать монахом, похитил у настоятеля монастыря печать и подделал документ, что якобы он священником ордена и может давать брак, исповедовать, причащать и крестить детей. Фальшивый священнослужитель начал ездить по селам вокруг Львова, править службы и, конечно, зарабатывать себе деньги. Когда мошенника разоблачили, он сразу бежал из монастыря, но монахам-бернардинам удалось его схватить и посадить в монастырское подземелье. Лавничий суд должен был приговорить его к смертной казни. Желание жить у Альберта было настолько сильным, что он решил заключить цирограф, то есть контракт с дьяволом о продаже своей души. Контракт был написан на стене тюремной камеры кровью: "Я своей кровью ставлю подпись и поддаюсь под власть князя Люцифера. Взамен за это прошу двадцать лет жизни, после чего он имеет право взять меня с душой и телом. Согласно этому контракту отрекаюсь Бога и Матери Божьей и отдаюсь под власть всем дьяволам, обязуюсь им служить и их прославлять, а они должны мне давать все, что я нуждаюсь. Прошу освободить меня из тюрьмы этой же ночью. Этот контракт подписываю с Вегликом, который вынесет меня из тюрьмы». Впоследствии на одном из судебных заседаний Вироземский подробно описал этого таинственного Веглика, посредника нечистого, который имел вид молодого привлекательного парня и приходил к нему просто сквозь стену камеры. Вироземского осмотрели и зафиксировали на его пальце ранку, из которой тот вытачивал кровь для писания. После длительного изучения этого дела суд признал Альберта Вироземского виновным в подделке документов и богохульстве. Приговор был однозначен-сожжение, следовательно надежды грешника на дьявола оказались напрасными[9].
- Согласно одной из легенд 1648 года, во время осады Львова войсками Богдана Хмельницкого группа русинов сговорилась открыть гетману ворота города. Об этом узнали монахи. Заговорщиков пригласили на обед в монастырь. Во время застолья их по одному начали вызывать во двор. Там подводили к колодцу и предлагали заглянуть в него. Когда человек наклонялся, его били топором по голове и бросали в колодец (позже рассказывали, что он был завален трупами до самого верха). У тех, кто ещё сидел за столом, закралось подозрение. Они вышли во двор и стали свидетелями ужасной расправы. Выхода не было, пришлось спасаться бегством — через городские стены к лагерю казаков. В целом легенда является весьма сомнительной, особенно учитывая то, что колодец считался священным
- Во время осады города войсками Богдана Хмельницкого в 1648 году святой Ян из Дукли своим появлением в небе спас город от захвата казаками.
- В экспозиции архива представлена так называемая " грамота Дракулы», написанную кровью.
- Часы на башне всегда спешили на пять минут. Это сделано в память о монахе, который увидел с башни турок, которые подкрадывались к городу и уже были почти под стенами. Не имея времени бежать и кого-то предупреждать, монах перевел часы вперед-ко времени закрытия городских врат. Таким образом город был спасен.
- Во время Второй мировой войны на протяжении 1943–1944 лет в канализационных туннелях под церковью скрывалась большая группа евреев. Остатки их бытовых вещей были найдены в начале 2000-х лет во время ремонтных работ.